# Brilliant (Alabama)
Brilliant ist eine Stadt im Marion County im US-amerikanischen Bundesstaat Alabama. 2020 hatte Brilliant 845 Einwohner. Die Gesamtfläche des Ortes beträgt 8,9 km².

## Geographie
Brillant liegt im Nordwesten Alabamas im Süden der Vereinigten Staaten. Es liegt etwa 38 Kilometer östlich der Grenze zu Mississippi und 24 Kilometer westlich des 733 Quadratkilometer großen William B. Bankhead National Forest.
Nahegelegene Orte sind unter anderem Winfield (3 km südlich), Glen Allen (5 km südöstlich), Guin (8 km westlich), Lynn (16 km östlich) und Beaverton (19 km südwestlich). Die nächste größere Stadt ist mit 212.000 Einwohnern das etwa 95 Kilometer südöstlich entfernt gelegene Birmingham.

## Geschichte
Gegründet und eingemeindet wurde die Stadt als Boston, in Anlehnung an Boston, Massachusetts. Die Entdeckung großer Kohlevorkommen führte im späten 19. Jahrhundert zur Gründung der Brilliant Coal Company, die Stadt war später der am dichtesten besiedelte Ort im County. Als Industrie und Bevölkerung immer weiter abnahmen, wurde 1957 das Postamt verlegt und der Name in den heutigen Namen geändert. In den späten 1950er Jahren hatte das Unternehmen die meisten Minen eingestellt, nur wenige Minen blieben bis in die 1990er Jahre in Betrieb.

## Verkehr
Der Süden der Stadt wird vom Interstate 22 durchzogen, außerdem verläuft die Alabama State Route 129 durch die Stadt. Südlich der Stadt besteht Anschluss an den U.S. Highway 43, nördlich an den U.S. Highway 278.
23 Kilometer nordwestlich befindet sich der Marion County – Rankin Fite Airport, 30 Kilometer nördlich das Posey Field und 33 Kilometer südwestlich der Lamar County Airport.

## Demographie
Nach der Volkszählung 2000 hatte Brilliant 762 Einwohner, die sich auf 343 Haushalte und 220 Familien verteilten. Die Bevölkerungsdichte betrug 85,5 Einwohner/km². 99,61 % der Bevölkerung waren weiß. In 27,7 % der Haushalte lebten Kinder unter 18 Jahren. Das Durchschnittseinkommen pro Haushalt war 18.224 Dollar, wobei 26,5 % der Einwohner unterhalb der Armutsgrenze lebten.
Bis zur Volkszählung 2010 stieg die Einwohnerzahl auf 900, laut Schätzung waren es 2013 noch 889.